# Acestrocephalus nigrifasciatus
Acestrocephalus nigrifasciatus är en fiskart som beskrevs av Menezes 2006. Acestrocephalus nigrifasciatus ingår i släktet Acestrocephalus och familjen Characidae. Inga underarter finns listade i Catalogue of Life.